# ギルザイ部族連合
ギルザイ部族連合（ギルザイぶぞくれんごう、パシュトー語: غلجي、英語: Ghilji、ギルザイは「山の民」の意）は、パシュトゥーン人の中で最も大きな部族連合の1つ。現代の遊牧民であるクチ族の大多数はギルザイ族に属しており、アフガニスタンの人口の約20 - 25%を占めているとされる。ガルジー部族連合、ギルザイ族と表記する場合もある。

## 概要
ギルザイ部族連合はパシュトゥーン人の二大部族連合の1つである。アフガニスタンのガズニー州を中心とする東アフガニスタンの部族で構成されている。ギルザイ部族連合は18世紀にホータキー朝を興した。もう1つの部族連合であるドゥッラーニー部族連合と比べて、部族数は2倍だと言う。

## 歴史

### ホータキー朝
ギルザイ族は7世紀から10世紀ごろガズニーに居たトルコ系のハラジュ族と関係があり、パシュトゥーン人の源流とする説がある。16世紀にパシュトゥーン人はスレイマン山脈からヘラートやカンダハール、カブールなどを通る幹線沿いに進出した。17世紀、ギルザイ族（部族連合）はカンダハールに居り、サファヴィー朝に従っていたが、シーア派への改宗を迫られた為に反旗を翻した。中心となったのはホータキー族のミール・ワイスで、1709年にホータキー朝を興した。1721年、ホータキー朝はサファヴィー朝の都エスファハーンを陥落させたが、ナーディル・シャーの反撃により1729年に倒された。1738年、カンダハールが陥落し、ギルザイ族は街を追われた。

## 部族

### ブーラーン族
主にガズニーの北に住んでいる。
- スライマーン・ヘール族[3]

アフマドザイ氏族などが属する。アフマドザイ氏族はパクティヤー州ガルデーズやナンガルハール州ジャラーラーバードなどに在住し、インド貿易で財をなした富裕な一族である。アフガニスタン民主共和国最後の最高指導者のムハンマド・ナジーブッラー、ムジャーヒディーンのアフマド・シャー・アフマドザイやアブドル・ハク、元アフガニスタン・イスラム共和国の大統領のアシュラフ・ガニーなど。
- アリー・ヘール族[3]

モコル（ムクル）に在住。
- タラキー族[3]

モコル（ムクル）在住。アフガニスタン民主共和国の初代最高指導者のヌール・ムハンマド・タラキーなど。

### トゥーラーン族
主にガズニーの南に住んでいる。
- ナースィル族（ナースィル・ガルジー族[3]）

遊牧民（クーチー）であり、かつては国境を越えてインダス川まで遊牧していた。
- ハローティー族（ハローティー・ガルジー族[3]）

グマル川上流に在住。アフガニスタン民主共和国の第2代最高指導者のハフィーズッラー・アミーン、クンドゥーズ州を開拓したシール・ハーン・ナセル、ムジャーヒディーンのグルブッディーン・ヘクマティヤールなど。
- ホータキー族（ホータキ・ガルジー族[3]）

18世紀にホータキー朝を作った一族。ターリバーンの最高指導者のムハンマド・オマルなど。モコル（ムクル）の南方、ザーブル州カラートの東に在住。
- トーヒー族（トーヒー・ガルジー族[3]）

モコル（ムクル）の南方のザーブル州カラートに住んでいる。カラーティー・ギルザイ砦（英語: Qalat I Ghilzai、別名カラーティー・トーヒー）が有名で、16世紀にムガル帝国とカラーティー・ギルザイ砦の戦いがあったと言う。

## こちらも関連
- ドゥラニ
- ユスフザイ